# Peter III van Rusland

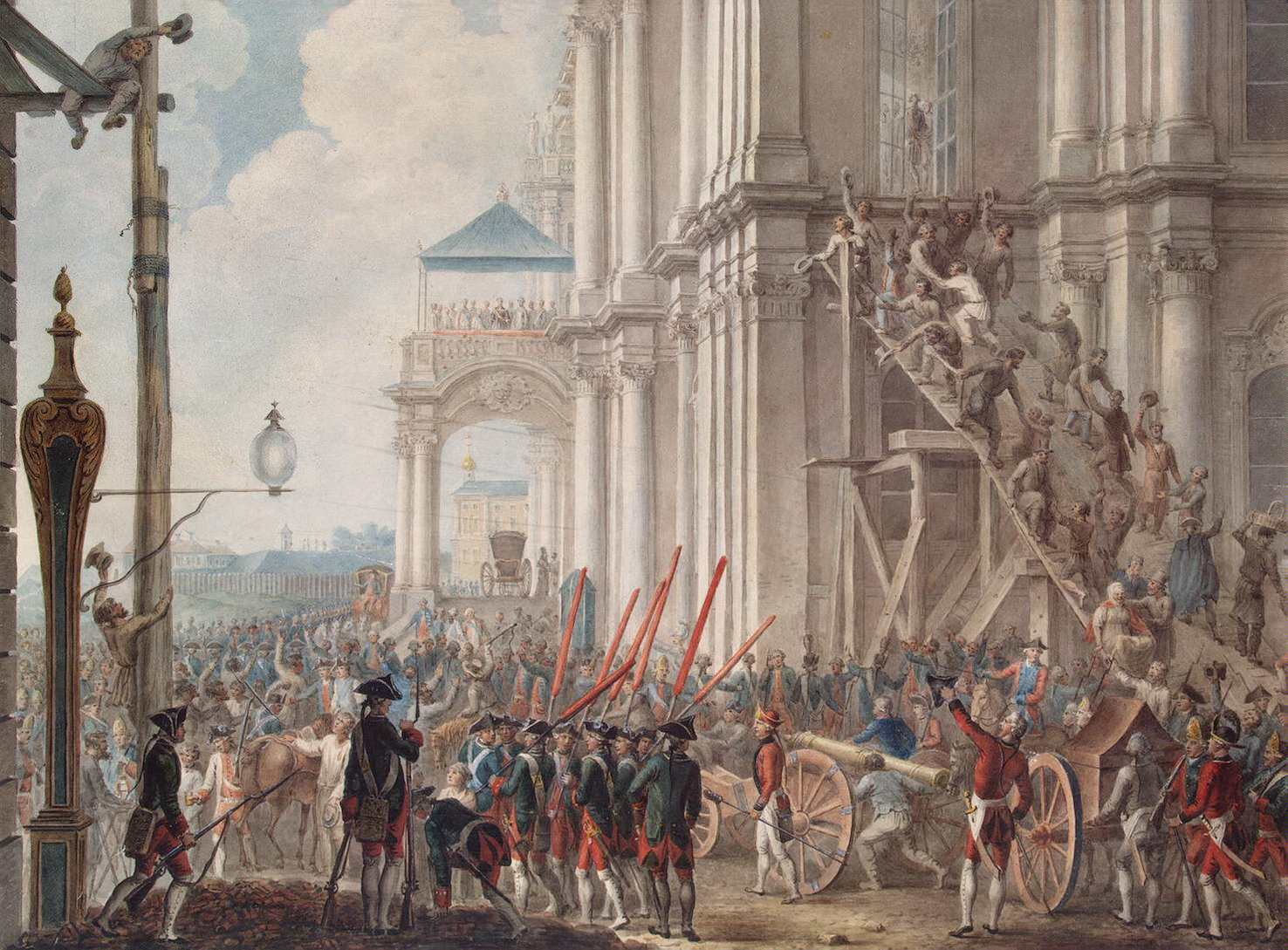
Catherina II op het balkon van het Winterpaleis; op 9 juli 1762 (28 juni, 'oude' juliaanse kalender), de dag van de coup

Peter III Fjodorovitsj (Russisch: Пётр III Фёдорович, Pjotr III Fjodorovitsj ) (geboren als Karel Peter Ulrich) (Kiel, 21 februari 1728 – Sint-Petersburg, 17 juli 1762) was van 1739 tot 1762 hertog van Holstein-Gottorp en in 1762 tsaar van Rusland.

## Biografie

### Geboorte en jeugd
Karel Peter Ulrich was enig kind van hertog Karel Frederik van Sleeswijk-Holstein-Gottorp en Anna Petrovna (dochter van tsaar Peter de Grote). Hij verloor zijn moeder toen hij een paar weken oud was en zijn vader toen hij elf jaar was. In 1742, op zijn veertiende, werd hij heimelijk naar Rusland gebracht en door zijn tante  Elisabeth als Russisch troonopvolger aangewezen. Daartoe nam hij het orthodox geloof aan en kreeg de naam Pjotr (Peter), ter ere van zijn grootvader Peter de Grote.
Elisabeth ging onmiddellijk op zoek naar een echtgenote voor hem. .

### Huwelijk
In 1744 koos Elisabeth als echtgenote: Sophie Augusta Frederika, dochter van  Christiaan August, hertog van Anhalt-Zerbst, die in dienst was van de Pruisische koning  Frederik de Grote.
Sophie legde haar geloofsbelijdenis voor de orthodoxe Kerk af in zuiver Russisch en nam de naam Catharina (Jekaterina) Aleksejevna aan ter ere van de moeder van tsarina Elisabeth.
Op 21 augustus 1745 vond het huwelijk plaats hetgeen gedurende tien dagen gevierd werd met luisterrijke bals, maskerades, parades en volksfestijnen.
De infantiele Peter echter speelde vaak met soldaatjes en militaire exercities, was regelmatig dronken en verloor daardoor Catharina's respect volkomen. Het stond voor Catharina vast dat Peter volkomen ongeschikt was om het land te regeren.
Zij hadden een zoon, de latere tsaar Paul I en een dochter, Anna Petrovna (1757-1759). Later beweerde Catharina dat Paul niet de zoon was van Peter, maar van Sergei Saltykov en dat zij zelfs hun huwelijk nooit hadden 'geconsummeerd'. Tijdens hun zestien jaar verblijf in Oranienbaum in Lomonosov had Catharina veel minnaars en haar echtgenoot deed in het begin hetzelfde als zij. Het historische beeld van Peter is vooral gebaseerd op de memoires van zijn vrouw en opvolger.

### Kroning
Na de dood van zijn tante tsarina Elisabeth van Rusland (5 januari 1762-gregoriaanse kalender), werd hij uitgeroepen tot de nieuwe Russische tsaar. Hij regeerde slechts zeven maanden.

### Zevenjarige oorlog
In de laatste fase van de Zevenjarige Oorlog (1756-1763) was het Russische leger succesvol. Russische soldaten rukten op in Oost-Pruisen en in Silezië, de weg naar Berlijn lag open en de ondergang van Frederik de Grote leek alleen een kwestie van tijd. Peter III liet echter, toen hij het stokje van Elisabeth overnam, zijn troepen halt houden en begon vredesonderhandelingen. Hij sloot de Vrede van Sint-Petersburg met Frederik de Grote. De laatste was nog bereid Oost-Pruisen aan de Russen over te dragen maar Peter III weigerde tot grote verbazing van zijn leger. Rusland was veranderd van een bondgenoot van Maria Theresia van het Heilige Roomse Rijk, in de sterke bondgenoot van haar vijand Pruisen.

### Hervormingen
Peter III voerde binnenlandse hervormingen door, 220 nieuwe wetten in zijn regeringsperiode van 186 dagen, zoals: 
- de afschaffing van foltering, landbezitters mochten hun horigen ook niet langer zonder rechtszaak doden.
- de nationalisatie van kloosterbezit
- een tolerantiewet. Hij kondigde godsdienstvrijheid af.
- het aanmoedigen van onderwijs
- de afschaffing van de geheime politie
- Hij moderniseerde het Russische leger. In zijn blinde verering voor Frederik de Grote en Pruisen besloot hij de garderegimenten in Pruisische uniformen te steken en Pruisische vormen van exercitie op te leggen. Peter III leende aan Frederik de Grote het legerkorps dat met de Oostenrijkers in Silezië tegen de Pruisen had gevochten.

Catherina draaide sommige hervormingen terug en zette andere door, waaronder de nationalisatie van kerkbezit.

### Oorlog met Denemarken
In mei verklaarde hij Denemarken de oorlog. Russische belangen waren hier niet mee gediend, maar wel die van Holstein. Peter III besloot zelf zijn soldaten in de strijd aan te voeren.

### Overlijden

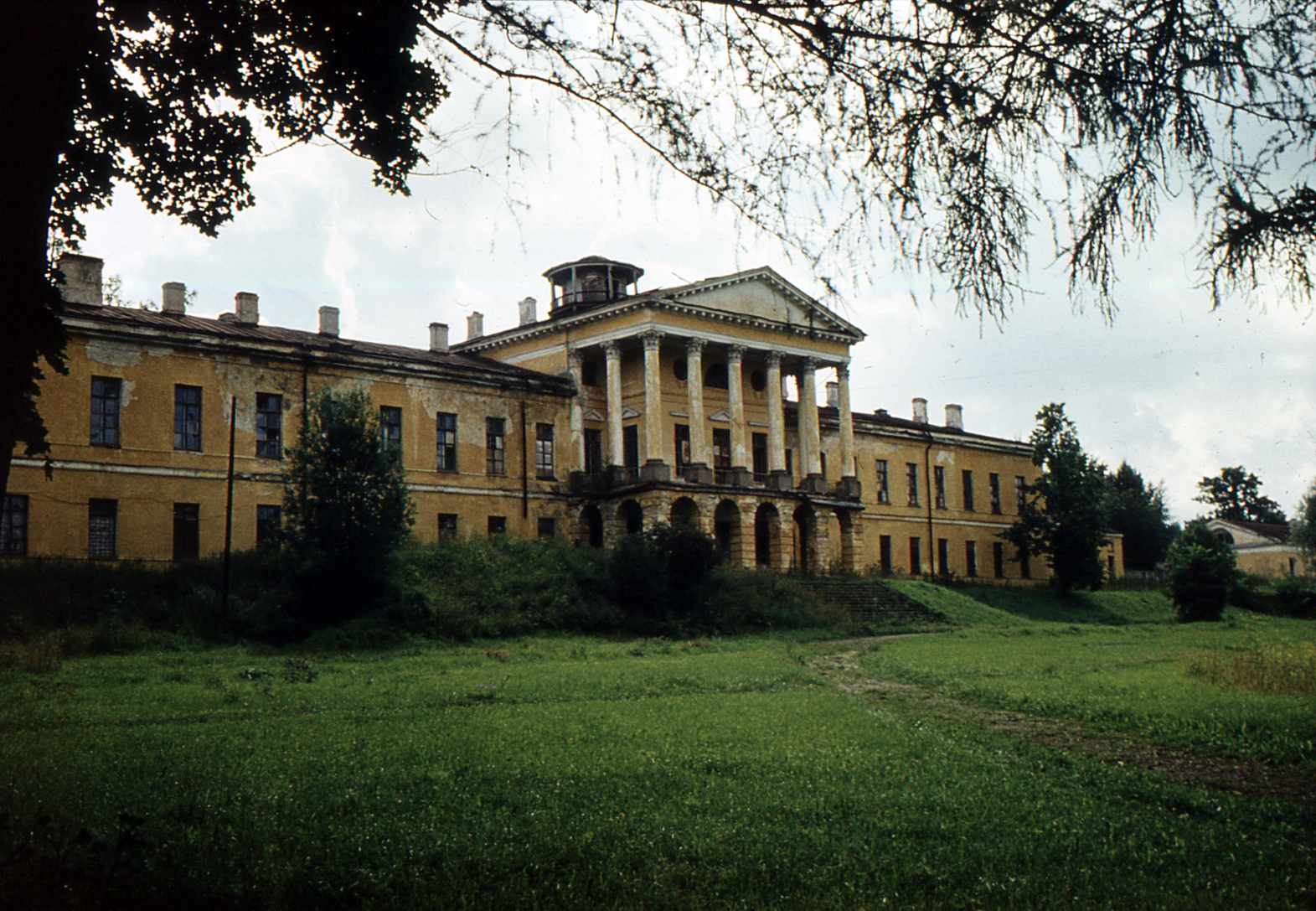
Het Ropsha paleis rond 1980

In zijn korte regeerperiode had hij veel vijanden gemaakt. Vlak voor zijn vertrek naar Denemarken werd hij op 9 juli 1762 (gregoriaanse kalender) door zijn vrouw ten val gebracht. Een paar weken voor zijn onttroning had Peter III de door Elisabeth gevangen gezette Ivan VI van Rusland in het fort Sjlisselburg bezocht. Ivan VI werd op 16 juli 1764 op 23-jarige leeftijd vermoord, zodat hij geen gevaar zou opleveren voor de troon van Catharina. 
Peter III werd naar Ropsha gebracht en is daar op de 17e onder niet volledig opgehelderde omstandigheden om het leven gebracht, vermoedelijk door Aleksej Grigorjevitsj Orlov, de broer van Catharina's minnaar Grigori Orlov. Met Aleksej had ze ook een verhouding, want hetzelfde jaar beviel ze van hun zoon, Aleksej Bobrinski.
Mogelijk waren het priesters die het plan de tsaar ten val te brengen beraamden, omdat de tsaar grondbezit van de geestelijkheid in beslag had genomen. Frederik de Grote zag de revolutie in Rusland aankomen en had zijn grote vriend de tsaar gewaarschuwd en geadviseerd voorzorgsmaatregelen te nemen, maar de tsaar had dat advies in de wind geslagen.
Peter III werd begraven in het Alexander Nevski-klooster in St. Petersburg. Zijn zoon liet zijn stoffelijke resten later overbrengen naar Sint Petrus en Paulus Kathedraal.

### Pretendenten
Een tijd na zijn dood gaf de Don-kozak Jemeljan Poegatsjov zich voor hem uit en leidde een opstand tegen Catharina de Grote in de Wolga- en Oeralregio's in 1773 en 1774. Een andere pretendent die beweerde Peter III te zijn was Šćepan Mali die voor enkele jaren tsaar van Montenegro was.

## Kwartierstaat
| Christiaan Albrecht van Sleeswijk-Holstein-Gottorp (1641-1695) | Christiaan Albrecht van Sleeswijk-Holstein-Gottorp (1641-1695) | Christiaan Albrecht van Sleeswijk-Holstein-Gottorp (1641-1695) | Christiaan Albrecht van Sleeswijk-Holstein-Gottorp (1641-1695) | Christiaan Albrecht van Sleeswijk-Holstein-Gottorp (1641-1695) | Christiaan Albrecht van Sleeswijk-Holstein-Gottorp (1641-1695) | Frederika Amalia van Denemarken (1649-1704)            | Frederika Amalia van Denemarken (1649-1704)            | Frederika Amalia van Denemarken (1649-1704)            | Frederika Amalia van Denemarken (1649-1704)            | Frederika Amalia van Denemarken (1649-1704)               | Frederika Amalia van Denemarken (1649-1704)               |                                                           |                                                           | Karel XI van Zweden (1655-1697)                           | Karel XI van Zweden (1655-1697)                           | Karel XI van Zweden (1655-1697)      | Karel XI van Zweden (1655-1697)      | Karel XI van Zweden (1655-1697)      | Karel XI van Zweden (1655-1697)      | Ulrika Eleonora van Denemarken (1656-1693) | Ulrika Eleonora van Denemarken (1656-1693) | Ulrika Eleonora van Denemarken (1656-1693) | Ulrika Eleonora van Denemarken (1656-1693) | Ulrika Eleonora van Denemarken (1656-1693) | Ulrika Eleonora van Denemarken (1656-1693) |  |  | Alexis van Rusland (1629-1676) | Alexis van Rusland (1629-1676) | Alexis van Rusland (1629-1676) | Alexis van Rusland (1629-1676) | Alexis van Rusland (1629-1676) | Alexis van Rusland (1629-1676) | Natalja Narysjkina (1651-1694) | Natalja Narysjkina (1651-1694) | Natalja Narysjkina (1651-1694) | Natalja Narysjkina (1651-1694) | Natalja Narysjkina (1651-1694)        | Natalja Narysjkina (1651-1694)        |                                       |                                       | Samuil Skavronski                     | Samuil Skavronski                     | Samuil Skavronski                   | Samuil Skavronski                   | Samuil Skavronski                   | Samuil Skavronski                   | Elisabeth Moritz                    | Elisabeth Moritz                    | Elisabeth Moritz | Elisabeth Moritz | Elisabeth Moritz | Elisabeth Moritz |  |  |  |  |  |  |  |  |  |  |  |  |  |  |  |  |  |  |  |  |  |  |  |  |  |  |  |  |  |  |  |  |  |  |  |  |  |  |  |  |  |  |  |  |  |  |  |  |
| Christiaan Albrecht van Sleeswijk-Holstein-Gottorp (1641-1695) | Christiaan Albrecht van Sleeswijk-Holstein-Gottorp (1641-1695) | Christiaan Albrecht van Sleeswijk-Holstein-Gottorp (1641-1695) | Christiaan Albrecht van Sleeswijk-Holstein-Gottorp (1641-1695) | Christiaan Albrecht van Sleeswijk-Holstein-Gottorp (1641-1695) | Christiaan Albrecht van Sleeswijk-Holstein-Gottorp (1641-1695) | Frederika Amalia van Denemarken (1649-1704)            | Frederika Amalia van Denemarken (1649-1704)            | Frederika Amalia van Denemarken (1649-1704)            | Frederika Amalia van Denemarken (1649-1704)            | Frederika Amalia van Denemarken (1649-1704)               | Frederika Amalia van Denemarken (1649-1704)               |                                                           |                                                           | Karel XI van Zweden (1655-1697)                           | Karel XI van Zweden (1655-1697)                           | Karel XI van Zweden (1655-1697)      | Karel XI van Zweden (1655-1697)      | Karel XI van Zweden (1655-1697)      | Karel XI van Zweden (1655-1697)      | Ulrika Eleonora van Denemarken (1656-1693) | Ulrika Eleonora van Denemarken (1656-1693) | Ulrika Eleonora van Denemarken (1656-1693) | Ulrika Eleonora van Denemarken (1656-1693) | Ulrika Eleonora van Denemarken (1656-1693) | Ulrika Eleonora van Denemarken (1656-1693) |  |  | Alexis van Rusland (1629-1676) | Alexis van Rusland (1629-1676) | Alexis van Rusland (1629-1676) | Alexis van Rusland (1629-1676) | Alexis van Rusland (1629-1676) | Alexis van Rusland (1629-1676) | Natalja Narysjkina (1651-1694) | Natalja Narysjkina (1651-1694) | Natalja Narysjkina (1651-1694) | Natalja Narysjkina (1651-1694) | Natalja Narysjkina (1651-1694)        | Natalja Narysjkina (1651-1694)        |                                       |                                       | Samuil Skavronski                     | Samuil Skavronski                     | Samuil Skavronski                   | Samuil Skavronski                   | Samuil Skavronski                   | Samuil Skavronski                   | Elisabeth Moritz                    | Elisabeth Moritz                    | Elisabeth Moritz | Elisabeth Moritz | Elisabeth Moritz | Elisabeth Moritz |  |  |  |  |  |  |  |  |  |  |  |  |  |  |  |  |  |  |  |  |  |  |  |  |  |  |  |  |  |  |  |  |  |  |  |  |  |  |  |  |  |  |  |  |  |  |  |  |
|                                                                |                                                                |                                                                |                                                                |                                                                |                                                                |                                                        |                                                        |                                                        |                                                        |                                                           |                                                           |                                                           |                                                           |                                                           |                                                           |                                      |                                      |                                      |                                      |                                            |                                            |                                            |                                            |                                            |                                            |  |  |                                |                                |                                |                                |                                |                                |                                |                                |                                |                                |                                       |                                       |                                       |                                       |                                       |                                       |                                     |                                     |                                     |                                     |                                     |                                     |                  |                  |                  |                  |  |  |  |  |  |  |  |  |  |  |  |  |  |  |  |  |  |  |  |  |  |  |  |  |  |  |  |  |  |  |  |  |  |  |  |  |  |  |  |  |  |  |  |  |  |  |  |  |
|                                                                |                                                                |                                                                |                                                                | Frederik IV van Sleeswijk-Holstein-Gottorp (1671–1702)         | Frederik IV van Sleeswijk-Holstein-Gottorp (1671–1702)         | Frederik IV van Sleeswijk-Holstein-Gottorp (1671–1702) | Frederik IV van Sleeswijk-Holstein-Gottorp (1671–1702) | Frederik IV van Sleeswijk-Holstein-Gottorp (1671–1702) | Frederik IV van Sleeswijk-Holstein-Gottorp (1671–1702) |                                                           |                                                           |                                                           |                                                           |                                                           |                                                           | Hedwig Sophia van Zweden (1681-1708) | Hedwig Sophia van Zweden (1681-1708) | Hedwig Sophia van Zweden (1681-1708) | Hedwig Sophia van Zweden (1681-1708) | Hedwig Sophia van Zweden (1681-1708)       | Hedwig Sophia van Zweden (1681-1708)       |                                            |                                            |                                            |                                            |  |  |                                |                                |                                |                                | Peter de Grote (1672-1725)     | Peter de Grote (1672-1725)     | Peter de Grote (1672-1725)     | Peter de Grote (1672-1725)     | Peter de Grote (1672-1725)     | Peter de Grote (1672-1725)     |                                       |                                       |                                       |                                       |                                       |                                       | Catharina I van Rusland (1684–1727) | Catharina I van Rusland (1684–1727) | Catharina I van Rusland (1684–1727) | Catharina I van Rusland (1684–1727) | Catharina I van Rusland (1684–1727) | Catharina I van Rusland (1684–1727) |                  |                  |                  |                  |  |  |  |  |  |  |  |  |  |  |  |  |  |  |  |  |  |  |  |  |  |  |  |  |  |  |  |  |  |  |  |  |  |  |  |  |  |  |  |  |  |  |  |  |  |  |  |  |
|                                                                |                                                                |                                                                |                                                                | Frederik IV van Sleeswijk-Holstein-Gottorp (1671–1702)         | Frederik IV van Sleeswijk-Holstein-Gottorp (1671–1702)         | Frederik IV van Sleeswijk-Holstein-Gottorp (1671–1702) | Frederik IV van Sleeswijk-Holstein-Gottorp (1671–1702) | Frederik IV van Sleeswijk-Holstein-Gottorp (1671–1702) | Frederik IV van Sleeswijk-Holstein-Gottorp (1671–1702) |                                                           |                                                           |                                                           |                                                           |                                                           |                                                           | Hedwig Sophia van Zweden (1681-1708) | Hedwig Sophia van Zweden (1681-1708) | Hedwig Sophia van Zweden (1681-1708) | Hedwig Sophia van Zweden (1681-1708) | Hedwig Sophia van Zweden (1681-1708)       | Hedwig Sophia van Zweden (1681-1708)       |                                            |                                            |                                            |                                            |  |  |                                |                                |                                |                                | Peter de Grote (1672-1725)     | Peter de Grote (1672-1725)     | Peter de Grote (1672-1725)     | Peter de Grote (1672-1725)     | Peter de Grote (1672-1725)     | Peter de Grote (1672-1725)     |                                       |                                       |                                       |                                       |                                       |                                       | Catharina I van Rusland (1684–1727) | Catharina I van Rusland (1684–1727) | Catharina I van Rusland (1684–1727) | Catharina I van Rusland (1684–1727) | Catharina I van Rusland (1684–1727) | Catharina I van Rusland (1684–1727) |                  |                  |                  |                  |  |  |  |  |  |  |  |  |  |  |  |  |  |  |  |  |  |  |  |  |  |  |  |  |  |  |  |  |  |  |  |  |  |  |  |  |  |  |  |  |  |  |  |  |  |  |  |  |
|                                                                |                                                                |                                                                |                                                                |                                                                |                                                                |                                                        |                                                        |                                                        |                                                        | Karel Frederik van Sleeswijk-Holstein-Gottorp (1700-1739) | Karel Frederik van Sleeswijk-Holstein-Gottorp (1700-1739) | Karel Frederik van Sleeswijk-Holstein-Gottorp (1700-1739) | Karel Frederik van Sleeswijk-Holstein-Gottorp (1700-1739) | Karel Frederik van Sleeswijk-Holstein-Gottorp (1700-1739) | Karel Frederik van Sleeswijk-Holstein-Gottorp (1700-1739) |                                      |                                      |                                      |                                      |                                            |                                            |                                            |                                            |                                            |                                            |  |  |                                |                                |                                |                                |                                |                                |                                |                                |                                |                                | Anna Petrovna van Rusland (1708-1728) | Anna Petrovna van Rusland (1708-1728) | Anna Petrovna van Rusland (1708-1728) | Anna Petrovna van Rusland (1708-1728) | Anna Petrovna van Rusland (1708-1728) | Anna Petrovna van Rusland (1708-1728) |                                     |                                     |                                     |                                     |                                     |                                     |                  |                  |                  |                  |  |  |  |  |  |  |  |  |  |  |  |  |  |  |  |  |  |  |  |  |  |  |  |  |  |  |  |  |  |  |  |  |  |  |  |  |  |  |  |  |  |  |  |  |  |  |  |  |
|                                                                |                                                                |                                                                |                                                                |                                                                |                                                                |                                                        |                                                        |                                                        |                                                        | Karel Frederik van Sleeswijk-Holstein-Gottorp (1700-1739) | Karel Frederik van Sleeswijk-Holstein-Gottorp (1700-1739) | Karel Frederik van Sleeswijk-Holstein-Gottorp (1700-1739) | Karel Frederik van Sleeswijk-Holstein-Gottorp (1700-1739) | Karel Frederik van Sleeswijk-Holstein-Gottorp (1700-1739) | Karel Frederik van Sleeswijk-Holstein-Gottorp (1700-1739) |                                      |                                      |                                      |                                      |                                            |                                            |                                            |                                            |                                            |                                            |  |  |                                |                                |                                |                                |                                |                                |                                |                                |                                |                                | Anna Petrovna van Rusland (1708-1728) | Anna Petrovna van Rusland (1708-1728) | Anna Petrovna van Rusland (1708-1728) | Anna Petrovna van Rusland (1708-1728) | Anna Petrovna van Rusland (1708-1728) | Anna Petrovna van Rusland (1708-1728) |                                     |                                     |                                     |                                     |                                     |                                     |                  |                  |                  |                  |  |  |  |  |  |  |  |  |  |  |  |  |  |  |  |  |  |  |  |  |  |  |  |  |  |  |  |  |  |  |  |  |  |  |  |  |  |  |  |  |  |  |  |  |  |  |  |  |
|                                                                |                                                                |                                                                |                                                                |                                                                |                                                                |                                                        |                                                        |                                                        |                                                        |                                                           |                                                           |                                                           |                                                           |                                                           |                                                           |                                      |                                      |                                      |                                      |                                            |                                            |                                            |                                            | Peter III van Rusland (1728–1762)          |                                            |  |  |                                |                                |                                |                                |                                |                                |                                |                                |                                |                                |                                       |                                       |                                       |                                       |                                       |                                       |                                     |                                     |                                     |                                     |                                     |                                     |                  |                  |                  |                  |  |  |  |  |  |  |  |  |  |  |  |  |  |  |  |  |  |  |  |  |  |  |  |  |  |  |  |  |  |  |  |  |  |  |  |  |  |  |  |  |  |  |  |  |  |  |  |  |

Ivan IV de Verschrikkelijke · Fjodor I · Boris Godoenov · Fjodor II · Valse Dimitri I · Vasili IV · Wladislaus I · Michaël I · Alexis · Fjodor III · Ivan V · Peter I de Grote · Catharina I · Peter II · Anna I · Ivan VI · Elisabeth · Peter III · Catharina II de Grote · Paul I · Alexander I · Nicolaas I · Alexander II · Alexander III · Nicolaas II